# Reichlkofen

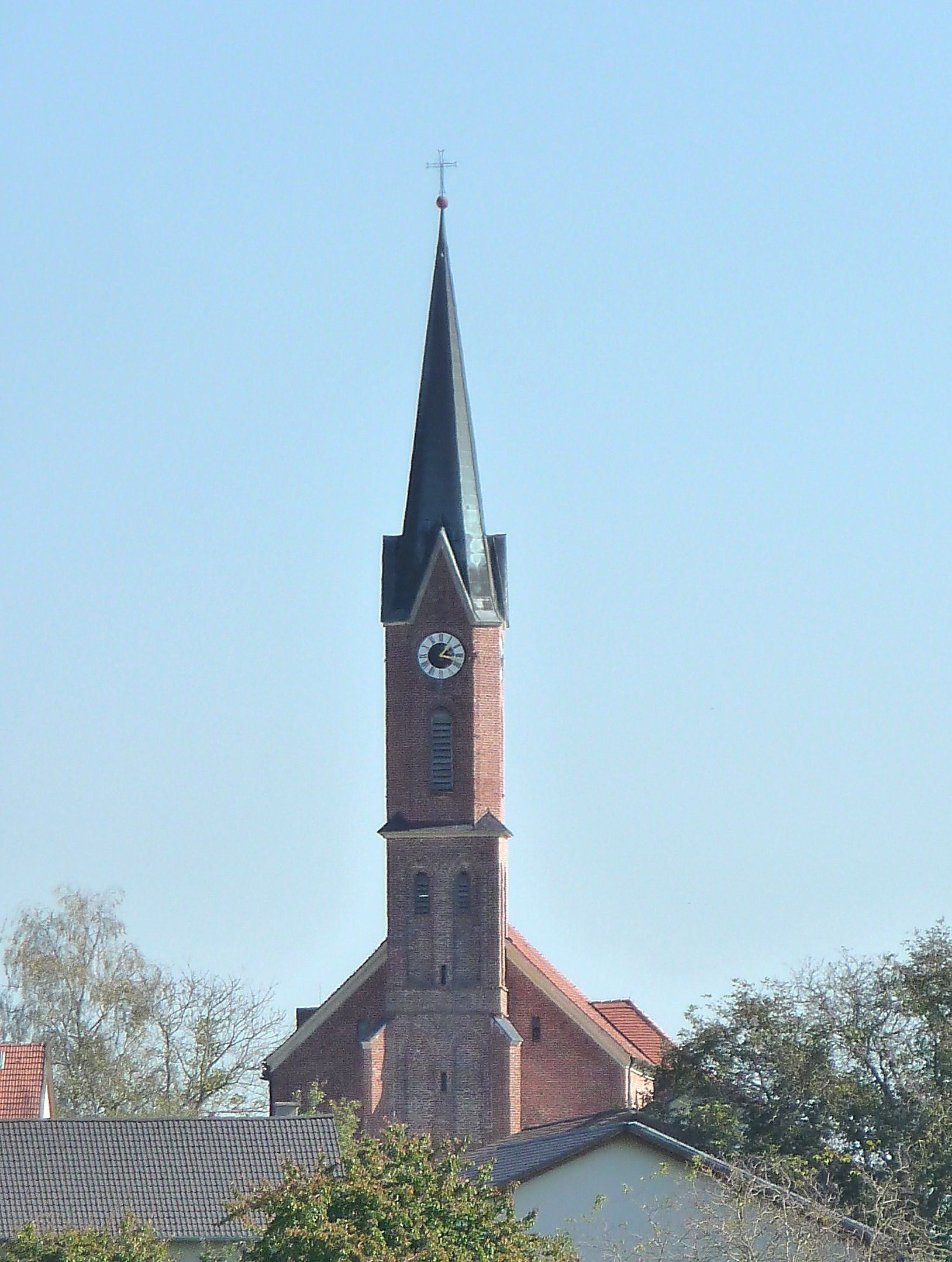
Die Pfarrkirche St. Michael

Reichlkofen ist ein Ortsteil der Gemeinde Adlkofen im niederbayerischen Landkreis Landshut.

## Lage
Das Kirchdorf Reichlkofen liegt im Isar-Inn-Hügelland etwa vier Kilometer südöstlich von Adlkofen.

## Geschichte
Reichlkofen gehört zu der auffälligen Gruppe von 21 -kofen-Orten im Raum zwischen Isar und Kleiner Vils. Bei einem zwischen 926 und 937 datierten Tausch des Freisinger Bischofs Wolfram mit dem Edlen Markwart von Niederviehbach ist von einem großen Wald des Hochstifts im Raum nördlich der Kleinen Vils die Rede. Da durch den Gütertausch der Besitz Marquarts nach Nordosten verschoben wurde, teilten sich das Bistum und die Leute Markwarts die Rodung des Gebietes.
Vor 1300 kam der zur Burg Aham gehörende Besitz der Edlen von Zulling an den Herzog. Unter den im Herzogsurbar genannten Gütern befand sich auch ein Hof zu Richelchouen, d. h. zu den Höfen des Richelinc, Abkommen von Richelo, Richo (der Reiche, Mächtige) gehörend.
Um etwa 1480 entstand eine Kirche im gotischen Stil. Die jetzige neugotische Pfarrkirche wurde 1876 errichtet und ersetzte an gleicher Stelle die vorherige Kirche. Der Hochaltar von 1860 wurde darin übernommen. Die Seitenaltäre wurden 1878 und 1879 aufgebaut. Die Kirchweih erfolgte 1879. 1891 wurde der Turm größtenteils neu gebaut. Sie ist dem heiligen Michael geweiht. 1730 wird ein Lehrer und Mesner erwähnt. Reichlkofen gehörte in kurbayerischer Zeit zur Obmannschaft Ried und nach der Gemeindebildung im Jahr 1818 zur Gemeinde Dietelskirchen.
1843 brannte das Schulhaus ab. Das Gebäude wurde an derselben Stelle wieder aufgebaut und 1871 erweitert, um Platz für 83 Schüler der Klassen eins bis sieben zu schaffen. 1886 baute die Gemeinde Dietelskirchen einen zweiten Schulsaal an, damit die Schule in Ober- und Unterstufe geteilt werden konnte.
1965 bildeten die Gemeinden Dietelskirchen, Jesendorf und Kröning einen Schulverband. 1975 wurde nach Fertigstellung des Schulhauses in Kirchberg das Schulhaus in Reichlkofen aufgegeben. Es wurde von der Gemeinde erworben. Darin befinden sich heute Bankräume, Mietwohnungen und ein Gemeindesaal. Das Kriegerdenkmal wurde 1952 eingeweiht und 1996 restauriert. Es sind die Namen der 78 Gefallenen und 17 Vermissten der Pfarrgemeinde Reichlkofen eingemeißelt.
Während die Gemeinde Dietelskirchen im Zuge der Gebietsreform am 1. April 1971 in die Gemeinde Kröning eingemeindet wurde, wurde Reichlkofen mit mindestens 22 Ortsteilen der früheren Gemeinde Dietelskirchen zum Abschluss der Gebietsreform am 1. Mai 1978 nach Adlkofen umgegliedert.

## Religion
1973 übernahm Kirchberg die Betreuung der Pfarrei Reichlkofen. Pfarrer ist seit 1. September 2009 Cyril Peter Cunha.

## Politik
Es gibt einen eigenen CSU Ortsverband in Reichlkofen. Über die Wählergemeinschaft Reichlkofen ist man nach den Kommunalwahlen im März 2014 mit zwei Personen im Gemeinderat von Adlkofen vertreten.

## Wirtschaft
Die Bodenrichtwerte 2011/2012 in Reichlkofen sind wie folgt:
- baureifes Land / unbeplanter Innenbereich: € 55,--
- Ackerland: € 6,--

## Kultur und Sehenswürdigkeiten

### Musik
Es gibt einen Kirchenchor.

### Sport
In regelmäßigem Abstand tragen die Ortsvereine von Göttlkofen, Pattendorf und Reichlkofen ein Eishockeyturnier aus, welches mit einem Wanderpokal dotiert ist, aus.

### Baudenkmäler
Siehe auch: Liste der Baudenkmäler in Reichlkofen
- Pfarrkirche St. Michael. Sie wurde 1876 nach dem Plan von Johann Niedereder anstelle der baufälligen Vorgängerkirche erbaut und 1879 von Bischof Ignatius von Senestrey geweiht. Der Turm wurde 1891 größtenteils neugebaut.

## Vereine
BJB (Bayerische Jungbauernschaft) Reichlkofen
Gründung: 15. November 1966

Mitgliederzahl: ?

Zweck: Der Verein richtet sich an Jungen und Mädchen und macht Jugendarbeit.

Sonstiges: Vereinslokal ist das Gasthaus Geltinger. 2006 feierte man das 40-jährige Bestehen.
Freiwillige Feuerwehr Reichlkofen
KSK (Krieger- und Soldatenkameradschaft) Reichlkofen
Gründung: 1880

Mitgliederzahl: 55 (Stand: 2017)

Zweck: Das Gedenkens an die Gefallenen der beiden Weltkriege wird gepflegt.

Sonstiges: Vom 22. bis 25. Juni 2000 feierte man das 120-jährige Bestehen mit Fahnenweihe.
KAB (Katholische Arbeitnehmer-Bewegung) Reichlkofen